# Тереспол
Тереспол (пољ. Terespol) град је у Пољској у Војводству лублинском. По подацима из 2012. године број становника у месту је био 5840.

## Становништво
| 2012. |
| ----- |
| 5.840 |